# ألبرت كلوف
ألبرت كلوف (بالإنجليزية: Albert Clough)‏ (1901 ببلاكبرن في المملكة المتحدة - 1957) هو لاعب كرة قدم بريطاني (وحمل سابقاً جنسية المملكة المتحدة لبريطانيا العظمى وأيرلندا) في مركز الدفاع. لعب مع بلاكبيرن روفرز ونادي بلاكبول وGreat Harwood F.C. ‏.